# Bologna Football Club 1909 1998-1999
Questa voce raccoglie le informazioni riguardanti il Bologna Football Club 1909 nelle competizioni ufficiali della stagione 1998-1999.

## Stagione

La squadra posa nel precampionato, dopo la vittoria della Coppa Intertoto UEFA 1998.

L'estate 1998 vide la cessione di Roberto Baggio all'Inter dopo una stagione in cui il Codino — nel frattempo convocato in azzurro per i Mondiali d'oltralpe — aveva stabilito il proprio record di gol in campionato, 22. A sostituire il fantasista giunsero gli attaccanti Fontolan e Signori, mentre in panchina sedette Carlo Mazzone.
Ammessa a partecipare alla Coppa Intertoto UEFA, la formazione petroniana conquistò la vittoria eliminando dapprima i romeni del National Bucarest, successivamente i connazionali della Sampdoria e infine i polacchi del Ruch Chorzów. Il trionfo comportò l'accesso al tabellone della Coppa UEFA, nel cui primo turno i felsinei eliminarono il portoghese Sporting Lisbona per poi avere ragione del ceco Slavia Praga. Di contro, a causa anche dell'anticipata preparazione estiva, i rossoblù palesarono un avvio difficoltoso in campionato: la prima vittoria si registrò solamente a fine ottobre, dando il via ad una striscia positiva che culminò nel successo interno contro la Juventus; il 3-0 ai danni dei bianconeri certificò una stagione incolore per i sabaudi, confermando al contempo il buon stato di forma degli emiliani.

Il neoacquisto Giuseppe Signori posa col perugino Nakata, prima dell'incontro del 22 novembre 1998.

A concludere l'anno solare fu la qualificazione per i quarti di Coppa UEFA, ottenuta sconfiggendo il Real Betis. La squadra si risollevò anche in campionato, terminando il girone di andata con un'altra importante affermazione: al Dall'Ara cadde l'Inter dell'ex Baggio, nella domenica in cui Signori realizzò il suo 130º gol in A. L'attaccante si ripeté una settimana più tardi, sempre a Bologna, contro il Milan: i rossoneri riuscirono tuttavia a prevalere, dopo aver rimontato due volte lo svantaggio, al 90'. Le sconfitte rimediate a Udine e Piacenza comportarono la caduta in classifica, mentre in Europa i rossoblù mossero un nuovo passo sconfiggendo l'Olympique Lione: l'impresa valse la partecipazione alle semifinali.
Il medesimo obiettivo venne raggiunto in Coppa Italia dove la compagine bolognese ebbe la meglio su Reggina, Sampdoria e Juventus. A sbarrare la strada fu la Fiorentina, che dopo essersi imposta all'andata strappò un pareggio nei tempi supplementari nel ritorno. Sul fronte europeo toccò ad un'altra squadra transalpina, l'Olympique Marsiglia, calare il sipario sui sogni di gloria rossoblù: entrambe le sfide si conclusero in parità, qualificando alla finale i marsigliesi unicamente per il gol segnato in campo avverso; a contraddistinguere il retour match fu inoltre una rissa scoppiata al fischio finale, cui fecero seguite varie squalifiche ed un'ammenda pecuniaria. Il Bologna terminò il campionato al nono posto, sfidando poi l'Inter in uno spareggio per la Coppa UEFA: il doppio successo contro i nerazzurri significò la presenza in campo continentale anche per la stagione a venire.

## Divise e sponsor
Lo sponsor tecnico per la stagione 1998-1999 è Diadora, mentre lo sponsor ufficiale è Granarolo. Le maglie adottate per la stagione 1998-1999 sono a 4 strisce verticali rossoblù che si dipartono dal colletto, pantaloncini bianchi e calzettoni blu, la divisa di riserva è gialla con inserti blu rossi e bianchi; infine la terza divisa è bianca con due strisce verticali rosso e blu.
| Casa | Trasferta | Terza divisa | 1ª portiere | 2ª portiere |

## Rosa
| N. |                    | Ruolo | Calciatore                  |
| -- | ------------------ | ----- | --------------------------- |
| 1  | Italia (bandiera)  | P     | Francesco Antonioli         |
| 2  | Italia (bandiera)  | D     | Giovanni Bia                |
| 3  | Italia (bandiera)  | D     | Michele Paramatti           |
| 4  | Italia (bandiera)  | D     | Massimo Paganin             |
| 5  | Italia (bandiera)  | C     | Giancarlo Marocchi          |
| 6  | Italia (bandiera)  | D     | Massimo Tarantino           |
| 7  | Italia (bandiera)  | C     | Carlo Nervo                 |
| 8  | Svezia (bandiera)  | C     | Klas Ingesson               |
| 9  | Russia (bandiera)  | A     | Igor' Kolyvanov             |
| 10 | Italia (bandiera)  | A     | Giuseppe Signori (capitano) |
| 11 | Italia (bandiera)  | C     | Oscar Magoni                |
| 12 | Italia (bandiera)  | P     | Marco Roccati               |
| 13 | Italia (bandiera)  | D     | Nicola Boselli              |
| 14 | Francia (bandiera) | A     | Christophe Sanchez          |
| 15 | Brasile (bandiera) | C     | Eriberto                    |
| 16 | Italia (bandiera)  | C     | Massimiliano Cappioli       |

| N. |                    | Ruolo | Calciatore         |
| -- | ------------------ | ----- | ------------------ |
| 17 | Italia (bandiera)  | A     | Giovanni Pompei    |
| 18 | Italia (bandiera)  | C     | Davide Fontolan    |
| 19 | Svezia (bandiera)  | A     | Kennet Andersson   |
| 20 | Russia (bandiera)  | A     | Igor' Simutenkov   |
| 21 | Italia (bandiera)  | C     | Jonathan Binotto   |
| 22 | Italia (bandiera)  | P     | Alex Brunner       |
| 23 | Italia (bandiera)  | D     | Alessandro Rinaldi |
| 24 | Italia (bandiera)  | D     | Amedeo Mangone     |
| 25 | Italia (bandiera)  | P     | Filippo Di Leo     |
| 26 | Italia (bandiera)  | D     | Antonio Foschini   |
| 26 | Italia (bandiera)  | D     | Stefano Bettarini  |
| 27 | Italia (bandiera)  | A     | Claudio Gallicchio |
| 28 | Italia (bandiera)  | A     | Giacomo Cipriani   |
| 30 | Italia (bandiera)  | C     | Giampiero Maini    |
| 31 | Svezia (bandiera)  | D     | Teddy Lučić        |
|    | Nigeria (bandiera) | D     | Jero Shakpoke      |

## Calciomercato

### Sessione estiva
| Acquisti | Acquisti           | Acquisti    | Acquisti                                        |
| R.       | Nome               | da          | Modalità                                        |
| -------- | ------------------ | ----------- | ----------------------------------------------- |
| P        | Marco Roccati      | Empoli      | definitivo                                      |
| D        | Giovanni Bia       | Udinese     | definitivo                                      |
| D        | Nicola Boselli     | Atalanta    | definitivo (0 ₤)                                |
| D        | Alessandro Rinaldi | Ravenna     | definitivo                                      |
| C        | Eriberto           | Palmeiras   | definitivo (5 miliardi ₤)                       |
| C        | Klas Ingesson      | Bari        | definitivo                                      |
| A        | Giovanni Pompei    | Ascoli      | prestito                                        |
| A        | Christophe Sanchez | Montpellier | definitivo                                      |
| A        | Giuseppe Signori   | Sampdoria   | prestito con diritto di riscatto (2 miliardi ₤) |
| A        | Igor' Simutenkov   | Reggiana    | compartecipazione (2,5 milioni ₤)               |

| Cessioni | Cessioni            | Cessioni          | Cessioni                         |
| R.       | Nome                | a                 | Modalità                         |
| -------- | ------------------- | ----------------- | -------------------------------- |
| P        | Marco Roccati       | Perugia           | prestito                         |
| P        | Giorgio Sterchele   | Roma              | fine prestito                    |
| D        | Daniele Carnasciali | Venezia           | definitivo                       |
| D        | Giovanni Dall'Igna  | Ravenna           | definitivo                       |
| D        | Antonio Maschio     | Nardò             | definitivo                       |
| D        | Cristiano Pavone    | Lecce             | definitivo                       |
| D        | Stefano Torrisi     | Atlético Madrid   | definitivo (9,29 miliardi ₤)     |
| C        | Paolo Cristallini   | Piacenza          | compartecipazione (2 miliardi ₤) |
| C        | Andrés Martínez     | Defensor Sporting | definitivo                       |
| C        | Igor' Šalimov       | Napoli            | definitivo (5,62 miliardi ₤)     |
| A        | Roberto Baggio      | Inter             | definitivo (3,48 miliardi ₤)     |

### Sessione invernale
| Acquisti | Acquisti          | Acquisti     | Acquisti         |
| R.       | Nome              | da           | Modalità         |
| -------- | ----------------- | ------------ | ---------------- |
| D        | Stefano Bettarini | Fiorentina   | prestito         |
| D        | Teddy Lučić       | IFK Göteborg | definitivo (0 ₤) |
| C        | Giampiero Maini   | Milan        | prestito         |

| Cessioni | Cessioni     | Cessioni | Cessioni   |
| R.       | Nome         | a        | Modalità   |
| -------- | ------------ | -------- | ---------- |
| C        | Oscar Magoni | Napoli   | definitivo |

## Risultati

### Serie A

#### Girone di andata
| Arbitro: | Bazzoli (Merano) |

|                                       |           |  |
| Bierhoff 45’, 51’ (rig.) Leonardo 81’ | Marcatori |  |

| Arbitro: | Bazzoli (Merano) |

|                      |           |                                      |
| Kolyvanov 62’ (rig.) | Marcatori | 14’, 44’ (rig.) M. Amoroso 85’ Walem |

| Bari 26 settembre 1998, ore 16:00 CEST 3ª giornata | Bari               | 0 – 0 referto | Bologna | Stadio San Nicola\| Arbitro: \| Rodomonti (Teramo) \| |
| Arbitro:                                           | Rodomonti (Teramo) |               |         |                                                       |

| Bologna 4 ottobre 1998, ore 15:00 CEST 4ª giornata | Bologna           | 0 – 0 referto | Parma | Stadio Renato Dall'Ara\| Arbitro: \| Messina (Bergamo) \| |
| Arbitro:                                           | Messina (Bergamo) |               |       |                                                           |

| Empoli 17 ottobre 1998, ore 15:00 CEST 5ª giornata | Empoli             | 0 – 0 referto | Bologna | Stadio Carlo Castellani\| Arbitro: \| Tombolini (Ancona) \| |
| Arbitro:                                           | Tombolini (Ancona) |               |         |                                                             |

| Arbitro: | Rodomonti (Teramo) |

|                                 |           |                    |
| Nervo 51’ K. Andersson 59’, 72’ | Marcatori | 51’ (aut.) Mangone |

| Arbitro: | Bazzoli (Merano) |

|  |           |                            |
|  | Marcatori | 72’ Binotto 90+5’ Eriberto |

| Arbitro: | Trentalange (Torino) |

|             |           |                  |
| Signori 18’ | Marcatori | 15’ Paulo Sérgio |

| Arbitro: | Treossi (Forlì) |

|  |           |                                            |
|  | Marcatori | 34’ (rig.), 73’, 77’ Signori 90’ Kolyvanov |

| Arbitro: | Messina (Bergamo) |

|             |           |            |
| Binotto 42’ | Marcatori | 37’ Rapaic |

| Arbitro: | Cesari (Genova) |

|                                         |           |  |
| Paramatti 3’ Signori 9’ D. Fontolan 28’ | Marcatori |  |

| Arbitro: | Braschi (Prato) |

|               |           |  |
| Batistuta 56’ | Marcatori |  |

| Arbitro: | Rodomonti (Teramo) |

|             |           |                      |
| Signori 17’ | Marcatori | 31’ (aut.) Paramatti |

| Arbitro: | Bolognino (Milano) |

|  |           |             |
|  | Marcatori | 38’ Signori |

| Arbitro: | Ceccarini (Livorno) |

|  |           |              |
|  | Marcatori | 78’ C. Vieri |

| Arbitro: | Tombolini (Ancona) |

|                 |           |             |
| F. Palmieri 63’ | Marcatori | 13’ Signori |

| Arbitro: | Boggi (Salerno) |

|                                    |           |  |
| Signori 41’ (rig.) D. Fontolan 52’ | Marcatori |  |

#### Girone di ritorno
| Arbitro: | Borriello (Mantova) |

|                  |           |                                                    |
| Signori 15’, 44’ | Marcatori | 21’ Guglielminpietro 53’ (aut.) Magoni 90’ N'Gotty |

| Arbitro: | Cesari (Genova) |

|               |           |  |
| Sosa 13’, 74’ | Marcatori |  |

| Arbitro: | Cesari (Genova) |

|                                            |           |            |
| Signori 37’ K. Andersson 47’ Kolyvanov 90’ | Marcatori | 6’ Knudsen |

| Arbitro: | Bolognino (Milano) |

|              |           |               |
| Stanić 90+1’ | Marcatori | 23’ Kolyvanov |

| Arbitro: | Braschi (Prato) |

|                         |           |  |
| Binotto 16’ Signori 81’ | Marcatori |  |

| Arbitro: | De Santis (Tivoli) |

|                                                                        |           |  |
| S. Inzaghi 20’ (rig.), 38’ (rig.), 86’ Rastelli 43’ Piovani 84’ (rig.) | Marcatori |  |

| Arbitro: | Ceccarini (Livorno) |

|                              |           |                    |
| K. Andersson 72’ Signori 85’ | Marcatori | 72’ (rig.) Maniero |

| Arbitro: | Bazzoli (Merano) |

|                                  |           |                  |
| Delvecchio 10’, 39’ Gautieri 61’ | Marcatori | 68’ K. Andersson |

| Arbitro: | Messina (Bergamo) |

|                                                       |           |                |
| Nervo 2’ Simutenkov 78’ K. Andersson 82’ Ingesson 90’ | Marcatori | 42’, 85’ Otero |

| Perugia 3 aprile 1999, ore 16:00 CEST 27ª giornata | Perugia             | 0 – 0 referto | Bologna | Renato Curi\| Arbitro: \| Ceccarini (Livorno) \| |
| Arbitro:                                           | Ceccarini (Livorno) |               |         |                                                  |

| Arbitro: | Bolognino (Milano) |

|                            |           |                            |
| F. Inzaghi 17’ Di Livo 81’ | Marcatori | 34’ Kolyvanov 81’ Cappioli |

| Arbitro: | Cesari (Genova) |

|                                            |           |  |
| Simutenkov 28’ Bettarini 62’ Kolyvanov 69’ | Marcatori |  |

| Arbitro: | Cesari (Genova) |

|                                         |           |  |
| Di Vaio 5’ (rig.), 16’, 68’ Kristic 90’ | Marcatori |  |

| Bologna 2 maggio 1999, ore 16:00 CEST 31ª giornata                                | Bologna   | 1 – 3 referto                       | Cagliari | Stadio Renato Dall'Ara |
| \| \| \| \| \| Signori 31’ \| Marcatori \| 18’ O'Neill 45’ Macellari 46’ Mboma \| |           |                                     |          |                        |
|                                                                                   |           |                                     |          |                        |
| Signori 31’                                                                       | Marcatori | 18’ O'Neill 45’ Macellari 46’ Mboma |          |                        |

| Arbitro: | Boggi (Salerno) |

|                          |           |  |
| Almeyda 50’ C. Vieri 89’ | Marcatori |  |

| Bologna 16 maggio 1999, ore 16:30 CEST 33ª giornata                    | Bologna   | 2 – 2 referto    | Sampdoria | Stadio Renato Dall'Ara |
| \| \| \| \| \| Ingesson 27’, 90+4’ \| Marcatori \| 6’, 39’ Montella \| |           |                  |           |                        |
|                                                                        |           |                  |           |                        |
| Ingesson 27’, 90+4’                                                    | Marcatori | 6’, 39’ Montella |           |                        |

| Arbitro: | Rodomonti (Teramo) |

|                                  |           |                |
| Ronaldo 8’ Šimić 87’ Ventola 89’ | Marcatori | 88’ Simutenkov |

### Coppa Italia
| Arbitro: | Boggi (Salerno) |

|               |           |                |
| Lorenzini 46’ | Marcatori | 39’ Simutenkov |

| Arbitro: | Preschern (Mestre) |

|                                            |           |  |
| Binotto 23’ D. Fontolan 29’ Simutenkov 53’ | Marcatori |  |

| Genova 28 ottobre 1998, ore 20:30 CET Ottavi di finale – Andata | Sampdoria         | 0 – 0 | Bologna | Stadio Luigi Ferraris\| Arbitro: \| Messina (Bergamo) \| |
| Arbitro:                                                        | Messina (Bergamo) |       |         |                                                          |

| Arbitro: | Trentalange (Torino) |

|                                  |           |                |
| Signori 20’ Kolyvanov 44’ (rig.) | Marcatori | 8’ F. Palmieri |

| Arbitro: | Messina (Bergamo) |

|              |           |                                   |
| Perrotta 13’ | Marcatori | 74’ Boselli 90+3’ (rig.) Ingesson |

| Arbitro: | Racalbuto (Gallarate) |

|  |           |            |
|  | Marcatori | 78’ Davids |

| Arbitro: | Pellegrino (Messina) |

|  |           |                               |
|  | Marcatori | 32’ C. Esposito 65’ Rui Costa |

| Arbitro: | Borriello (Mantova) |

|                         |           |                  |
| Cois 98’ Rui Costa 118’ | Marcatori | 18’, 64’ Binotto |

#### Spareggio per l'accesso in Coppa UEFA
| Arbitro: | Boggi (Salerno) |

|               |           |                               |
| R. Baggio 59’ | Marcatori | 7’ K. Andersson 49’ Paramatti |

| Arbitro: | Cesari (Genova) |

|                          |           |             |
| Signori 3’ Bettarini 41’ | Marcatori | 90’ Ventola |

### Coppa Intertoto UEFA
| Arbitro: | Piller |

|                           |           |  |
| Paramatti 4’ Ingesson 44’ | Marcatori |  |

| Arbitro: | Harrel |

|                                             |           |                      |
| Pigulea 29’ Parlog 45+4’ Mangone 72’ (aut.) | Marcatori | 15’ (rig.) Kolyvanov |

| Arbitro: | Marín |

|                                          |           |              |
| Andersson 1’ Paramatti 30’ Kolyvanov 90’ | Marcatori | 16’ Palmieri |

| Arbitro: | Ouzounov |

|              |           |  |
| Palmieri 26’ | Marcatori |  |

| Arbitro: | Strampe |

|                   |           |  |
| Jamroz 44’ (aut.) | Marcatori |  |

| Arbitro: | Colombo |

|  |           |                                    |
|  | Marcatori | 61’ (rig.) Kolyvanov 90+1’ Signori |

### Coppa UEFA
| Arbitro: | Wegereef |

|  |           |                          |
|  | Marcatori | 16’ Nervo 90+3’ Eriberto |

| Arbitro: | Romain |

|                                |           |             |
| Nervo 77’ Signori 90+1’ (rig.) | Marcatori | 64’ Leandro |

| Arbitro: | Khussainov |

|                          |           |              |
| Signori 51’ Ingesson 85’ | Marcatori | 68’ Dostálek |

| Arbitro: | Bikas |

|  |           |                          |
|  | Marcatori | 79’ Signori 85’ Cappioli |

| Arbitro: | Larsen |

|                                              |           |              |
| Fontolan 25’, 74’ Kolyvanov 52’ Eriberto 59’ | Marcatori | 63’ Benjamín |

| Arbitro: | Radoman |

|        |           |  |
| Oli 4’ | Marcatori |  |

| Arbitro: | Durkin |

|                             |           |  |
| Signori 9’, 50’ Binotto 55’ | Marcatori |  |

| Arbitro: | Vega |

|                      |           |  |
| Caveglia 16’ Job 39’ | Marcatori |  |

| Marsiglia 6 aprile 1999, ore 20:45 CEST Semifinale – Andata | Olympique Marsiglia | 0 – 0 referto | Bologna | Stade Vélodrome (58 000 spett.)\| Arbitro: \| Wójcik \| |
| Arbitro:                                                    | Wójcik              |               |         |                                                         |

| Arbitro: | Merk |

|               |           |                  |
| Paramatti 18’ | Marcatori | 87’ (rig.) Blanc |

## Statistiche

### Statistiche di squadra
Statistiche aggiornate al 30 maggio 1999.
| Competizione         | Punti | In casa | In casa | In casa | In casa | In casa | In casa | In trasferta | In trasferta | In trasferta | In trasferta | In trasferta | In trasferta | Totale | Totale | Totale | Totale | Totale | Totale | DR  |
| Competizione         | Punti | G       | V       | N       | P       | Gf      | Gs      | G            | V            | N            | P            | Gf           | Gs           | G      | V      | N      | P      | Gf     | Gs     | DR  |
| -------------------- | ----- | ------- | ------- | ------- | ------- | ------- | ------- | ------------ | ------------ | ------------ | ------------ | ------------ | ------------ | ------ | ------ | ------ | ------ | ------ | ------ | --- |
| Serie A              | 44    | 17      | 8       | 5       | 4       | 31      | 20      | 17           | 3            | 6            | 8            | 13           | 27           | 34     | 11     | 11     | 12     | 44     | 47     | -3  |
| Coppa Italia         | -     | 4       | 2       | 0       | 2       | 5       | 4       | 4            | 1            | 3            | 0            | 5            | 3            | 8      | 3      | 3      | 2      | 10     | 7      | +3  |
| Spareggio            | -     | 1       | 1       | 0       | 0       | 2       | 1       | 1            | 1            | 0            | 0            | 2            | 1            | 2      | 2      | 0      | 0      | 4      | 2      | +2  |
| Coppa UEFA           | -     | 5       | 4       | 1       | 0       | 12      | 4       | 5            | 2            | 1            | 2            | 4            | 3            | 10     | 6      | 2      | 2      | 16     | 7      | +9  |
| Coppa Intertoto UEFA | -     | 3       | 3       | 0       | 0       | 6       | 1       | 3            | 1            | 0            | 2            | 3            | 4            | 6      | 4      | 0      | 2      | 9      | 5      | +4  |
| Totale               | -     | 30      | 18      | 6       | 6       | 56      | 30      | 30           | 8            | 10           | 12           | 27           | 38           | 60     | 26     | 16     | 18     | 83     | 68     | +15 |

### Andamento in campionato
| Giornata  | 1  | 2  | 3  | 4  | 5  | 6  | 7  | 8  | 9 | 10 | 11 | 12 | 13 | 14 | 15 | 16 | 17 | 18 | 19 | 20 | 21 | 22 | 23 | 24 | 25 | 26 | 27 | 28 | 29 | 30 | 31 | 32 | 33 | 34 |
| --------- | -- | -- | -- | -- | -- | -- | -- | -- | - | -- | -- | -- | -- | -- | -- | -- | -- | -- | -- | -- | -- | -- | -- | -- | -- | -- | -- | -- | -- | -- | -- | -- | -- | -- |
| Luogo     | T  | C  | T  | C  | T  | C  | T  | C  | T | C  | C  | T  | C  | T  | C  | T  | C  | C  | T  | C  | T  | C  | T  | C  | T  | C  | T  | T  | C  | T  | C  | T  | C  | T  |
| Risultato | P  | P  | N  | N  | N  | V  | V  | N  | V | N  | V  | P  | N  | V  | P  | N  | V  | P  | P  | V  | N  | V  | P  | V  | P  | V  | N  | N  | V  | P  | P  | P  | N  | P  |
| Posizione | 17 | 17 | 16 | 15 | 15 | 15 | 10 | 13 | 8 | 7  | 6  | 7  | 7  | 7  | 8  | 10 | 8  | 9  | 10 | 8  | 9  | 9  | 9  | 9  | 9  | 8  | 9  | 9  | 8  | 8  | 9  | 9  | 9  | 9  |

Legenda:

Luogo: C = Casa; T = Trasferta. Risultato: V = Vittoria; N = Pareggio; P = Sconfitta.